# Coleonema aspalathoides
Coleonema aspalathoides är en vinruteväxtart som beskrevs av Adrien Henri Laurent de Jussieu. Coleonema aspalathoides ingår i släktet Coleonema och familjen vinruteväxter. Inga underarter finns listade i Catalogue of Life.